# Mo Farah
Sir Mohamed Muktar Jama Farah (született: Hussein Abdi Kahin, Gabiley, Szomáliföld, 1983. március 23. –) szomáliai származású brit hosszútávfutó. A 2012-es olimpián az 5000 méteres és a 10000 méteres síkfutásban aranyérmet nyert. A 2016-os olimpián megismételte ezt a teljesítményt. Ezen kívül hatszor nyert világbajnokságot és ötször Európa-bajnokságot.

## Élete
Farah 1983. március 23-án született Hussein Abdi Kahin néven Szomáliföldön (ami akkor Szomália része volt). Apja egy polgárháborúban halt meg, mikor négy éves volt és elszakították anyjától. Kilenc évesen egy emberkereskedő illegálisan az Egyesült Királyságba vitte, ahol a Mohammed Farah nevet kapta és eladták háztartási alkalmazottnak. Egy nő, akivel korábban soha nem találkozott repítette az országba Dzsibutin keresztül és egy család gyerekeire vigyázott. 2000 júliusában lett brit állampolgár. 2022 júliusában derültek ki gyermekkorának ezen részletei. Mo tehetségét Alan Watkinson testnevelő tanár fedezte fel. Farah később csatlakozott a Hounslow-i Nyugat-Londoni Atlétikai Klubhoz.
II. Erzsébet brit királynő 2017-ben lovaggá ütötte.

## Karrierje

### Junior
Farah Hounslow képviseletében állt ki a londoni ifjúsági játékokon. 1996-ban, 13 évesen, az Angol Iskolák közti országos versenyen a 9. helyen végzett. A következő évben 5 bajnoki címet nyert ugyanebben a sorozatban. Eddie Kulukundis, a fiatal tehetségek felkarolója úgy döntött, kifizeti a Farah honosításához szükséges pénzt, így brit állampolgár lett. 
Farah 2001-ben, az ifjúsági Európa-bajnokságon, Európa-bajnok lett 5000 méteren. 

### Érdekességek
Farah nagy Arsenal FC szurkoló, gyerekkorában a csapat játékosa akart lenni. Ezenkívül még autószerelői álma is volt. 